# Aragonario
L'Aragonario és un diccionari en línia castellà-aragonès i aragonès-castellà creat per Turismo d'Aragón i la Dirección Cheneral de Politica Lingüistica en el marc del projecte europeu LINGUATEC.
El nom d'Aragonario prové de la barreja dels mots aragonés («aragonès») i diccionario («diccionari»). És a dir, vol dir literalment «diccionari aragonès». Es basa en el Vocabulario básico bilingüe aragonés-castellano y castellano-aragonés d'Antón Martínez Ruiz.
Va començar a funcionar l'abril del 2019 amb 8.653 paraules. El juliol del 2019, se'n va llançar la versió 2.0, amb 17.808 paraules i que incorporava, a més, la traducció a l'aragonès benasquès. El desembre del 2019 tenia una mitjana de 1.000 visites diàries. El gener del 2020, se'n va llançar la versió 3.0, que tenia 23.212 entrades. La versió 4.0 va arribar el febrer del 2021 i tenia 40.481 entrades aragonès-castellà, 26.449 entrades castellà-aragonès i un conjugador de verbs.